# Séraphin Buisset

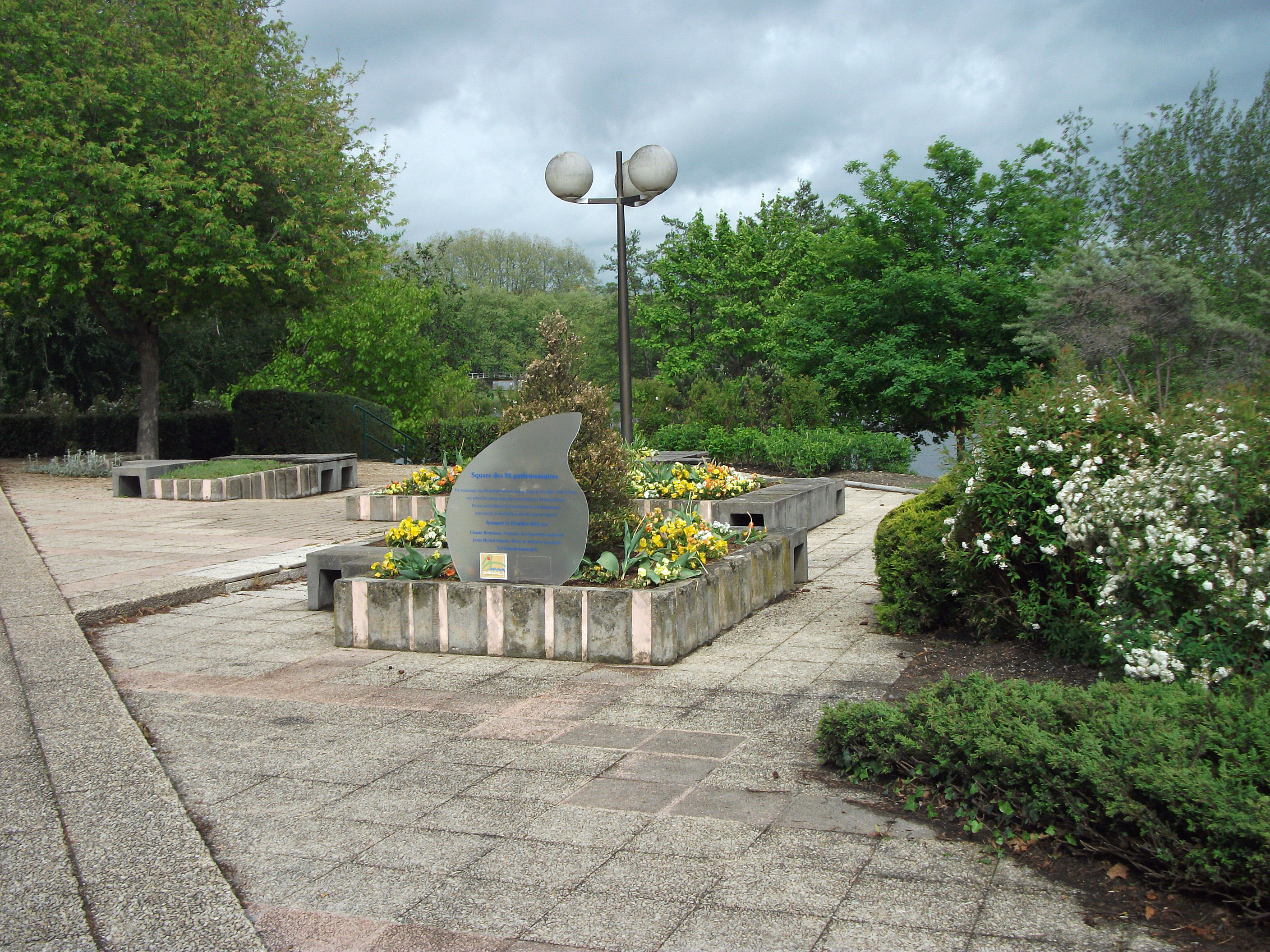
Bellerive-sur-Allier, Square des 80 Parlementaires

Séraphin Léopold Buisset (* 10. Juni 1870 in Rives; † 9. Januar 1949 ebenda) war ein französischer Politiker während der Dritten Republik. Er gehörte zu den „quatre-vingts“, den achtzig Parlamentariern, die sich am 10. Juli 1940 den diktatorischen Vollmachten für Marschall Pétain widersetzten.

## Leben
Séraphin Buisset wurde als Sohn von Adrien Léopold Buisset und Adèle Meurs in eine Bauernfamilie geboren. Er wurde nach dem Besuch der Grundschule Weinhändler. 1900 heiratete er die Marquise Emilie Joséphine. Er trat der Section française de l’Internationale ouvrière (SFIO) bei und setzte sich dafür ein, die Macht der Familien Kléber und Blanchet zu brechen, mächtige Industrielle, die die lokalen politischen Ämter unter sich aufteilten, obwohl das Département Isère häufig links wählte. Séraphin Buisset wurde 1907 zum Generalrat, 1914 zum Abgeordneten und 1919 zum Bürgermeister gewählt. Bis 1940 wurde er regelmäßig wiedergewählt. Von 1914 bis 1936 war der Abgeordnete Buisset Mitglied der Kommission für Handel und Industrie sowie der Kommission für die volkswirtschaftlichen Schlussrechnungen. Von 1936 bis 1940 war er Mitglied des Ausschusses für Getränke. Am 10. Juli 1940 stimmte er gegen die Vollmachten für Philippe Pétain, woraufhin ihm das Vichy-Regime alle seine Mandate entzog.